# Un amor en tiempos de selfies
Un amor en tiempos de selfies  es una película argentina de comedia de 2014, escrita y dirigida por Emilio Tamer. Está protagonizada por Martín Bossi y María Soledad Zamarbide.

## Sinopsis
Lucas es un comediante del under porteño. A sus clases concurren alumnos de todos los estratos sociales, de diferentes edades, ocupaciones y con distintos objetivos. Entre sus nuevos alumnos se encuentra Guadalupe, una joven y atractiva ejecutiva, representante de uno de los buscadores de internet más importantes a nivel mundial. Los fallidos intentos de Guadalupe por lograr ser cómica la harán sentir ridícula y transformarse en una de las peores alumnas del curso. Esto la podrá en crisis ya que ella está acostumbrada a lograr siempre los objetivos más altos en todos sus estudios. El choque de mundos entre un verdadero artesano de la comunicación y una representante jerárquica del medio más grande de comunicación masiva será explosivo, tanto en la pasión que nacerá entre ellos como en grandes discusiones por puntos de vista irreconciliables en la forma de ver el mundo. La pareja entrará en crisis, pasando por fuertes desencuentros, agudas discusiones, reacciones absurdas y fuertes acusaciones. Cuando esta discusión mediática, que generará un verdadero debate social, esté en su punto más encarnizado e irreconciliable, Guadalupe y Lucas descubrirán que aún siguen enamorados.